# The Tribe (film 2014)
The Tribe (Plem"ja) è un film del 2014 scritto e diretto da Myroslav Slabošpyc'kyj, al suo esordio alla regia di un lungometraggio.

## Trama
Ucraina. Serhij, entrato da poco in un istituto per ragazzi sordi, cerca di uscire dai margini per inserirsi nel gruppo dei leader, aggregandosi al perverso gioco criminale che, fra violenze e prostituzione, costituisce la legge non scritta all'interno dell'istituto. Protagonista di una serie di furti, Serhij conquisterà presto il rispetto dei compagni, ma l'amore per Anja, una delle ragazze del gruppo, lo condurrà a ribellarsi al branco. Anja cadrà vittima della violenza e questo condurrà Serhij all'efferato atto finale.

## Distribuzione
Il film è stato presentato in anteprima il 21 maggio 2014 alla Settimana internazionale della critica del Festival di Cannes 2014. È stato distribuito nelle sale cinematografiche italiane da Officine UBU a partire dal 28 maggio 2015.

## Riconoscimenti
- 2014 - Festival di Cannes[6]
  - Grand Prix della Settimana della Critica
  - France 4 Visionary Award a Myroslav Slabošpyc'kyj
  - In competizione per la Caméra d'or
- 2014 - European Film Awards[7]
  - Miglior rivelazione - Prix Fassbinder a Miroslav Slabošpyc'kyj